# 顺州镇
顺州镇，是中华人民共和国云南省丽江市永胜县下辖的一个乡镇级行政单位。
2014年3月3日，云南省人民政府批复同意撤销顺州乡，设立顺州镇。

## 行政区划
顺州镇下辖以下地区：
迪里村、州城村、阳保村、阳和村、秀美村、西马场村、会文村、板桥村、新河村、金民村、西山村、锦江村和龙门村。